# Bobbi Jean Baker
Bobbi Jean Baker (20 de marzo de 1964 - 1 de enero de 2014) fue una activista y ministra transgénero estadounidense. 

## Primeros años
Nació en Memphis, Tennessee, y se mudó a San Francisco desde Tennessee en 1992. Baker luchó con el uso de drogas y desafíos legales en San Francisco, afirmando en una entrevista: "Trabajaba sexualmente, fumaba crack y consumía speed, y era una fugitiva de la justicia... Fui extraditada de regreso a Tennessee para cumplir una condena de cuatro años de prisión."

## Trabajo ministerial y activismo
Durante un viaje de varios días en autobús de regreso a San Francisco después de cumplir su sentencia de prisión, Baker decidió centrar su vida en la defensa de derechos. En 2001, un supervisor del Centro de Recursos sobre sida Tenderloin le dio un puesto remunerado para liderar grupos transgénero. Se desempeñó como administradora de casos, especialista en violencia doméstica, administradora de vivienda y defensora de sus iguales. Además, fue ministra laica en Transcending Transgender Ministries y ministra ordenada en City Refuge United Church of Christ, y ministra regional TransSaints de la Comunidad de Ministerios Afirmantes de la Costa Oeste. Se desempeñó como ayudante del obispo Yvette Flunder, quien dijo lo siguiente de Baker: "Ella creía que su ministerio era ayudar a las personas transgénero a reconciliar su espiritualidad, pero también ayudar a brindar asistencia práctica, como comida, vivienda y autocuidado". Durante más de diez años formó parte del grupo transgénero Transcendence Gospel Choir.

## Muerte y legado
Murió a los 49 años el 1 de enero de 2014, el día de Año Nuevo, después de un accidente automovilístico. Después de dirigir un servicio de Nochevieja en City of Refuge Oakland, Baker fue a comer a la casa del diácono Bobby Wiseman. Mientras Wiseman conducía a Baker a casa esa misma noche, su coche fue golpeado por otro vehículo y Baker murió.
En el documental Major! se incluyeron imágenes de una entrevista con Baker, sobre la vida de la activista transgénero Miss Major Griffin-Gracy.  Más tarde, Baker fue interpretada por Jazzmun en la miniserie de 2017 When We Rise.